# 布勒爾河
50°46′55.15″N 7°18′28″E / 50.7819861°N 7.30778°E

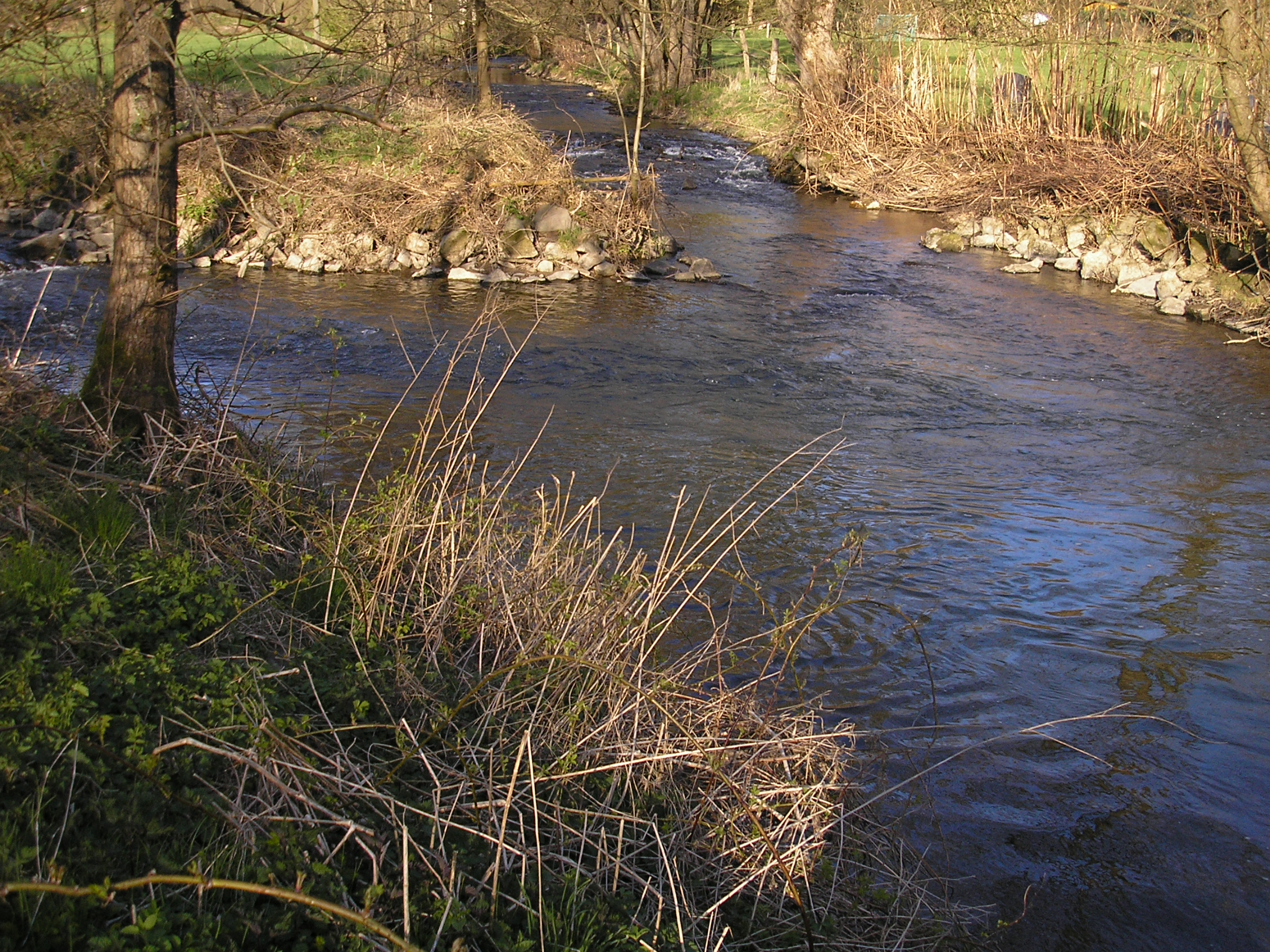

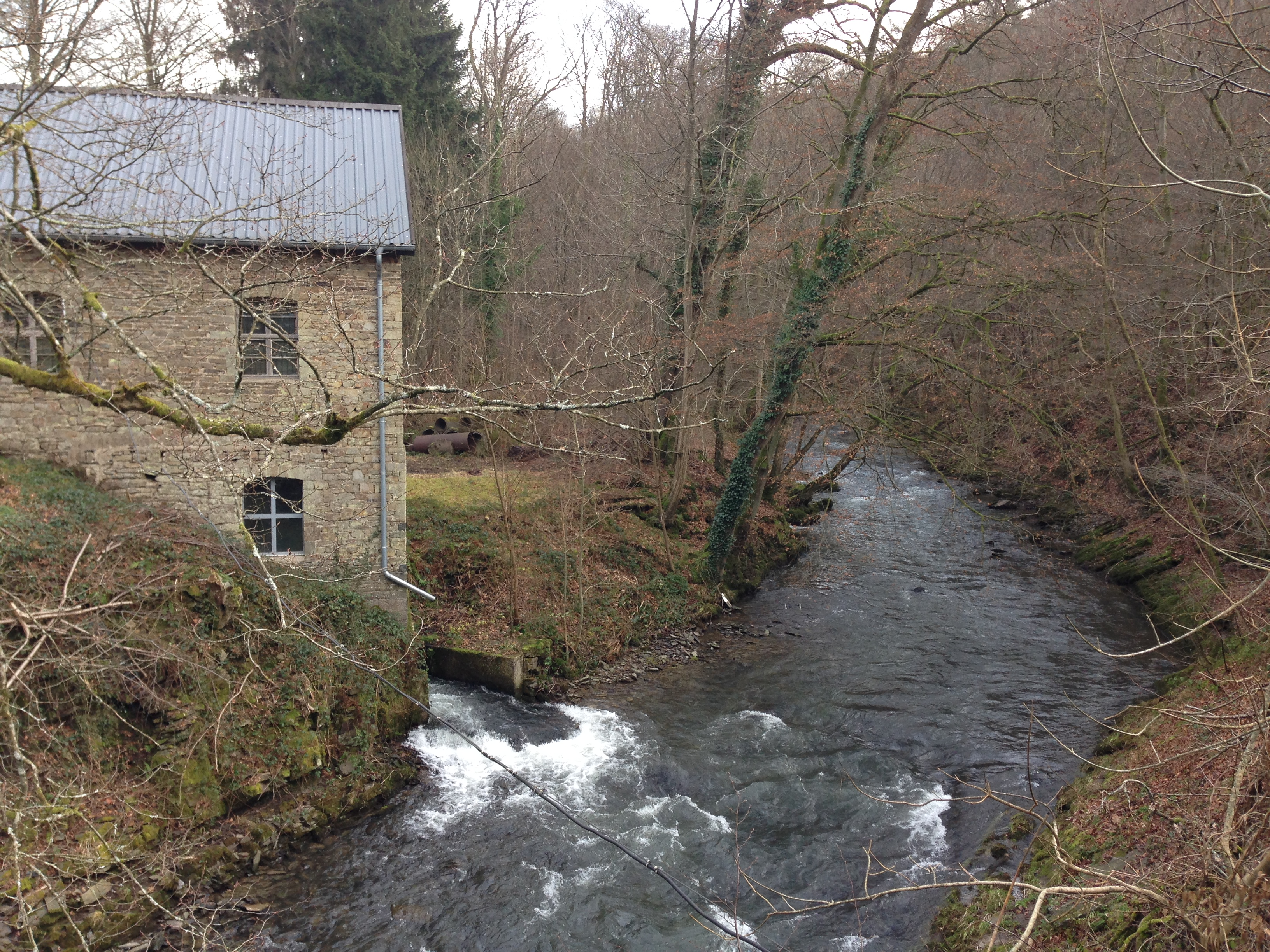

布勒爾河（德語：Bröl），是德國的河流，位於該國西部，處於北萊茵-威斯特法倫州，屬於錫格河的右支流，河道全長45公里，流域面積213平方公里。